# David Paul Murphy
David Paul Murphy (Hartlepool, 1º marzo 1984) è un ex calciatore inglese di ruolo difensore.
Assieme a Chris Wood e Marlon King, è il primatista di reti (2) con la maglia del Birmingham City nelle competizioni calcistiche europee.

## Palmarès
- Coppa di Lega scozzese: 1

Hibernian: 2006-2007
- Coppa di Lega inglese: 1

Birmingham City: 2010-2011